# Remington Модель 799
Remington Модель 799 — це магазинна мисливська гвинтівка з ковзним затвором, яку розробила сербська компанія Zastava, а випускалася вона під маркою Remington Arms. Затвор являє собою модернізований затвор гвинтівки Mauser 98. До початку продажу гвинтівки компанією Remington Arms, зброю імпортував до США Чарльз Дейлі з компанії Charles Daly firearms. Версія Чарльза Дейлі була дешевшою.